# Agustín Carstens
Pour les articles homonymes, voir Carstens.
Agustín Guillermo Carstens Carstens, né le 9 juin 1958 à Mexico, est un économiste et homme politique mexicain, directeur général de la Banque des règlements internationaux depuis 2017.
Il est le secrétaire des Finances et du Crédit public du Mexique entre le 1er décembre 2006 et le 9 décembre 2009.

## Biographie
Agustín Guillermo Carstens Carstens a un Ph.D. en économie de l'université de Chicago.

### Autres réalisations et projets
En 2011, Agustín Carstens présente sa candidature à la direction générale du Fonds monétaire international, face à Christine Lagarde, ministre française de l'Économie qui est finalement désignée à cette fonction.
C'est un farouche opposant au Bitcoin qui rendrait inutile la Banque des règlements internationaux qu'il préside depuis le 1er décembre 2017.[non neutre]

## Vie privée
Il est marié avec Catherine Mansell, économiste et femme de lettres américaine.